# Аеропорт Стамбул-Сабіха Гьокчен (станція метро)
40°54′23″ пн. ш. 29°18′41″ сх. д. / 40.906474662656° пн. ш. 29.311360701604° сх. д.
Аеропорт Стамбул-Сабіха Гьокчен (тур. Sabiha Gökçen Havalimanı) — кінцева станція лінії М4 Стамбульського метро.
Розташована в мікрорайоні Санаї району Пендік, Стамбул, Туреччина   
Відкрита 2 жовтня 2022 року у черзі Тавшантепе — Аеропорт Сабіха Гьокчен.

Конструкція — трипрогінна станція мілкого закладення (глибина закладення — 22 м), має 5 ліфтів, 4 траволатори та 10 ескалаторів
Пересадки:
- Автобуси: E-3, E-9, E-10, E-11, 132H, SG-1, SG-2
- Аеропорт Стамбул-Сабіха Гьокчен

| Попередня станція    | Лінія | Лінія                           | Лінія | Наступна станція |
| -------------------- | ----- | ------------------------------- | ----- | ---------------- |
| Курткьой до Кадикьой |       | M4 (Стамбульський метрополітен) |       | Кінцева          |